# Lest We Forget: The Best Of
Lest We Forget: The Best of es un álbum recopilatorio lanzado por el grupo de Industrial metal estadounidense Marilyn Manson en el 2004. El disco incluye sus éxitos, una versión de Personal Jesus de Depeche Mode y una canción que apareció en la película Spawn de 1997, Long Hard Road Out of Hell. A nivel mundial el álbum vendió más de 1.000.000 de copias hasta la fecha.

## Antecedentes y lanzamiento
El vocalista epónimo de la banda concibió Lest We Forget: The Best Of como una "compilación de despedida", pero no como un álbum de grandes éxitos, ya que "nunca fui un artista entre los 40 primeros". Sin embargo, varios críticos clasificaron el disco como un álbum de grandes éxitos. Antes del lanzamiento del álbum, Manson dijo que iba a abandonar la música a favor de convertirse en un artista visual y seguir otras carreras no musicales; esto no sucedió. Al explicar su estado de ánimo cuando hizo el álbum, Manson dijo: "A veces te frustras cuando sabes que tu corazón está realmente enterrado en tu arte, y sabes que más éxito equivale a ser más mediocre. Así que tienes que redefinir el éxito y no puedes competir con personas que no hacen lo que tú haces ".
Inicialmente, el álbum iba a incluir un dueto entre el líder de la banda y la vocalista de Garbage, Shirley Manson. La pista, una versión de "Don't You Want Me" de The Human League (1981), se grabó después de que los dos artistas se conocieron en un concierto de Yeah Yeah Yeahs y disfrutaron de la compañía del otro. Después de completar el cover, Marilyn admitió que "no estaba en el mejor estado de ánimo cuando lo hice". Shirley comentó sobre el cover: "Es realmente genial, pero ninguno de los dos se sintió cómodo poniéndolo en nuestros discos, así que no sé si alguna vez saldrá. Espero que lo haga. Nuestras voces suenan fantásticas en una versión muy de La Bella y la Bestia." Ambos cantantes querían intentar colaborar de nuevo en el futuro, y Manson dijo que disfrutaba trabajando con Shirley.
Después de tomar la decisión de no incluir el dueto en Lest We Forget, Marilyn Manson se tomó un descanso de hacer música. Luego de recibir una felación con un rosario envuelto alrededor de su pene, Manson tuvo la idea de hacer un cover de "Personal Jesus" (1989) de Depeche Mode para el álbum. Manson dijo que quería hacer un cover de "Personal Jesus" porque encontraba la música de Depeche Mode hipnótica, sexy e inspiradora. Manson le dijo a MTV que "pensé que si tuviera que escribir una canción, [la letra de 'Personal Jesus' es] exactamente lo que diría. Y es por eso que elegí esta canción, porque creo que se necesita un poco más de ironía tono cuando lo pones en contexto con lo que está pasando hoy". La versión de la banda de "Personal Jesus" es la única canción nueva en el álbum, y fue lanzada como sencillo.
La portada de Lest We Forget es un autorretrato en acuarela de Manson titulado Experience Is the Mistress of Fools. Las copias de Lest We Forget contienen un folleto con 29 imágenes del líder de la banda, mientras que una versión de edición limitada del disco incluye un DVD adicional que contiene 16 de los videos musicales de la banda. La versión de lujo también incluye la versión sin censura del video musical "Saint", que no había sido lanzado previamente. MTV informó que la banda se embarcaría en el Against All Gods Tour para promocionar el álbum.
Los pronosticadores de la industria predijeron que el álbum estaba en camino de debutar en el Billboard 200 con ventas en la primera semana de alrededor de 60.000 unidades. Luego debutó en el número nueve de la lista, vendiendo 78.715 copias en su primera semana. Pasaría un total de 27 semanas en la lista, y fue certificado como disco de oro por la Recording Industry Association of America en octubre de 2005 para envíos superiores a 500.000 unidades. En noviembre de 2010, Lest We Forget había vendido más de un millón de copias en los Estados Unidos. También debutó en el número tres en las Listas de musicales de Canadá.       
El álbum también tuvo éxito a nivel internacional, particularmente en Europa, donde debutó en el número cinco en el Top 100 de álbumes europeos de Billboard después de llegar al top 10 de las listas de récords nacionales en Austria, Alemania, España, Suecia, Suiza y el Reino Unido. También alcanzó el puesto número dos en la lista de álbumes recopilatorios en Francia, y fue certificado oro por el Syndicat National de l'Édition Phonographique (SNEP) por envíos superiores a 100.000 unidades allí. En 2017, IFPI Dinamarca otorgó al álbum una certificación de platino por envíos de más de 20.000 unidades. El set originalmente alcanzó el puesto número 20 en Hitlisten de Dinamarca. De manera similar, Lest We Forget recibió un premio de platino de la Industria Fonográfica Británica (BPI) en 2017 por envíos de más de 300.000 copias allí. El álbum alcanzó el puesto número cuatro en la lista de álbumes del Reino Unido tras su lanzamiento, y también alcanzó la misma posición en la lista de álbumes alemana, donde fue certificado oro por la Bundesverband Musikindustrie (BVMI) por envíos de más de 100.000 unidades.
El álbum alcanzó el puesto 15 en Australia y Japón, y debutó en el número nueve en Nueva Zelanda. Fue certificado oro por la Asociación Australiana de la Industria de la Grabación (ARIA) por envíos de más de 35.000 copias en ese país. También alcanzó su punto máximo en el top 20 de las listas nacionales en Bélgica, Grecia, Italia, Noruega, Portugal, y Escocia.

## Miembros
- Marilyn Manson: Vocalista y Guitarra en Personal Jesus
- Tim Skold: Bajista
- Madonna Wayne Gacy: Tecladista
- Ginger Fish : Baterista
- Mark Chausse: Guitarrista en vivo para tour

## Portada
La portada es un autorretrato de Marilyn Manson con cuernos sobre su cabeza, y cruces hechas con armas sobre sus hombros, la pintura esta a escala de colores cálidos, aparece la leyenda "MM - Lest We Forget: The Best Of" con letras góticas. 

## Lista de canciones: CD 1
| N.º   | Título                                                                                                 | Duración |  |
| 1.    | «The Love Song» (de Holy Wood (In the Shadow of the Valley of Death), 2000)                            | 3:05     |  |
| 2.    | «Personal Jesus» (Versión de la canción de Depeche Mode)                                               | 4:06     |  |
| 3.    | «mOBSCENE» (de The Golden Age of Grotesque, 2003)                                                      | 3:26     |  |
| 4.    | «The Fight Song» (de Holy Wood (In the Shadow of the Valley of Death), 2000)                           | 2:57     |  |
| 5.    | «Tainted Love» (Versión de la canción de Soft Cell, Bonus Track de The Golden Age of Grotesque, 2003)  | 3:20     |  |
| 6.    | «The Dope Show» (de Mechanical Animals, 1998)                                                          | 3:40     |  |
| 7.    | «This Is the New Shit» (de The Golden Age of Grotesque, 2003)                                          | 4:20     |  |
| 8.    | «Disposable Teens» (de Holy Wood (In the Shadow of the Valley of Death), 2000)                         | 3:04     |  |
| 9.    | «Sweet Dreams (Are Made of This)» (Versión de la canción de Eurythmics, de Smells Like Children, 1995) | 4:51     |  |
| 10.   | «Lunchbox» (de Portrait of an American Family, 1994)                                                   | 4:35     |  |
| 11.   | «Tourniquet» (de Antichrist Superstar, 1996)                                                           | 4:44     |  |
| 12.   | «Rock is Dead» (de Mechanical Animals, 1998)                                                           | 3:09     |  |
| 13.   | «Get Your Gunn» (de Portrait of an American Family, 1994)                                              | 3:18     |  |
| 14.   | «The Nobodies» (de Holy Wood (In the Shadow of the Valley of Death), 2000)                             | 3:35     |  |
| 15.   | «Long Hard Road Out of Hell» (de la banda sonora de la película Spawn, 1997)                           | 4:21     |  |
| 16.   | «The Beautiful People» (de Antichrist Superstar, 1996)                                                 | 3:42     |  |
| 17.   | «The Reflecting God» (de Antichrist Superstar, 1996)                                                   | 5:36     |  |
| 52:53 | |          |  |

| Bonus Tracks |                                                             |          |  |
| N.º          | Título                                                      | Duración |  |
| 18.          | «(s)AINT» (de The Golden Age of Grotesque, 2003)            | 3:45     |  |
| 19.          | «Irresponsible Hate Anthem» (de Antichrist Superstar, 1996) | 4:17     |  |
| 20.          | «Coma White» (de Mechanical Animals, 1998)                  | 5:40     |  |
| 65:58        |                                                             |          |  |

## Lista de canciones del DVD
- Personal Jesus
- (s)AINT
- mOBSCENE
- This Is the New Shit
- Disposable Teens
- The Fight Song
- The Nobodies
- The Dope Show
- I Don't Like the Drugs (But the Drugs Like Me)
- Rock is Dead
- Coma White
- Long Hard Road Out of Hell
- The Beautiful People
- Tourniquet
- Man That You Fear
- Cryptorchid
- Sweet Dreams (Are Made of This)
- Dope Hat
- Lunchbox
- Get Your Gunn
- Incluye: Disposable Teens (Alt.Version)(2000), Menu & Autopsy Video (2000)

- Datos: Q1751484

1. ↑  http://www.worldwidealbums.net/salesdata.htm
2. 1 2 3  Montgomery, James. «Marilyn Manson Calls Lest We Forget 'A Farewell Compilation'». MTV News (en inglés). Archivado desde el original el 29 de julio de 2017. Consultado el 28 de septiembre de 2020.
3. ↑  Banks, Richard. «BBC - Music - Review of Marilyn Manson - Lest We Forget (The Best Of)». www.bbc.co.uk (en inglés británico). Consultado el 28 de septiembre de 2020.
4. 1 2  «Write The Songs, Draw The Cover – When Artists Make Their Own Album Sleeves | NME». NME Music News, Reviews, Videos, Galleries, Tickets and Blogs | NME.COM (en inglés británico). 3 de noviembre de 2015. Consultado el 28 de septiembre de 2020.
5. 1 2 3 4  Archive-Joe-DAngelo. «Marilyn Manson Loses His Religion For Upcoming Tour». MTV News (en inglés). Archivado desde el original el 10 de junio de 2016. Consultado el 28 de septiembre de 2020.
6. 1 2  «Shirley and Marilyn get together for Manson duet». www.scotsman.com (en inglés). Consultado el 28 de septiembre de 2020.
7. 1 2  Grow, Kory (11 de agosto de 2015). «Are Depeche Mode Metal's Biggest Secret Influence?». Rolling Stone (en inglés estadounidense). Consultado el 28 de septiembre de 2020.
8. ↑  Abowitz, Richard (11 de noviembre de 2004). «Lest We Forget - The Best Of». Rolling Stone (en inglés estadounidense). Consultado el 28 de septiembre de 2020.
9. 1 2 3  Blabbermouth (13 de agosto de 2004). «MARILYN MANSON: 'Lest We Forget' Artwork, Final Track Listing Revealed». BLABBERMOUTH.NET. Consultado el 28 de septiembre de 2020.
10. ↑  «Sugerencias para un fin de semana diferente: 23-25 de diciembre». noticierostelevisa.esmas.com. Consultado el 28 de septiembre de 2020.
11. ↑  «Marilyn Manson: Lest We Forget: The Best Of». PopMatters (en inglés). 4 de enero de 2005. Consultado el 28 de septiembre de 2020.
12. ↑  «Rumor Mill - CHART PREVIEW: HILLBILLIES TOP HILARY, BUT HOLLYWOOD WINS». HITS Daily Double (en inglés). Consultado el 28 de septiembre de 2020.
13. ↑  Montgomery, James. «Hilary Duff Debuts At #2, Ciara Lands At #3 On Albums Chart». MTV News (en inglés). Archivado desde el original el 4 de julio de 2017. Consultado el 28 de septiembre de 2020.
14. ↑  «Hilary Duff Debuts At #2, Ciara Lands At #3 On Albums Chart - MTV». web.archive.org. 4 de julio de 2017. Archivado desde el original el 4 de julio de 2017. Consultado el 28 de septiembre de 2020.
15. ↑  «Gold & Platinum». RIAA (en inglés estadounidense). Consultado el 28 de septiembre de 2020.
16. ↑  «Music Week - Cooking Vinyl signs Marilyn Manson». web.archive.org. 12 de noviembre de 2010. Archivado desde el original el 12 de noviembre de 2010. Consultado el 28 de septiembre de 2020.
17. ↑  «Rammstein Storms Euro Albums Chart | Billboard». web.archive.org. 14 de noviembre de 2015. Archivado desde el original el 14 de noviembre de 2015. Consultado el 28 de septiembre de 2020.
18. ↑  «swedishcharts.com - Marilyn Manson - Lest We Forget - The Best Of». swedishcharts.com. Consultado el 28 de septiembre de 2020.
19. ↑  «InfoDisc : Tous les Albums classés par Artiste». www.infodisc.fr. Consultado el 28 de septiembre de 2020.
20. ↑  «Les certifications». SNEP (en fr-FR). Consultado el 28 de septiembre de 2020.
21. ↑  «Marilyn Manson "Lest We Forget - Best Of" | ifpi.dk». web.archive.org. 24 de marzo de 2018. Archivado desde el original el 24 de marzo de 2018. Consultado el 28 de septiembre de 2020.
22. ↑  «danishcharts.com - Marilyn Manson - Lest We Forget - The Best Of». danishcharts.dk. Consultado el 28 de septiembre de 2020.
23. ↑  «Official Albums Chart Top 100 | Official Charts Company». www.officialcharts.com (en inglés). Consultado el 28 de septiembre de 2020.
24. ↑  «Offizielle Deutsche Charts - Offizielle Deutsche Charts». www.offiziellecharts.de. Consultado el 28 de septiembre de 2020.
25. ↑  «Datenbank: BVMI». www.musikindustrie.de. Consultado el 28 de septiembre de 2020.
26. ↑  «マリリン・マンソンのCDアルバムランキング、マリリン・マンソンのプロフィールならオリコン芸能人事典-ORICON STYLE». archive.is. 29 de junio de 2012. Archivado desde el original el 29 de junio de 2012. Consultado el 28 de septiembre de 2020.
27. ↑  «charts.org.nz - Marilyn Manson - Lest We Forget - The Best Of». charts.nz. Consultado el 28 de septiembre de 2020.
28. ↑  «ARIA Charts - Accreditations - 2006 Albums». web.archive.org. 27 de julio de 2020. Archivado desde el original el 27 de julio de 2020. Consultado el 28 de septiembre de 2020.
29. ↑  «Marilyn Manson - Lest We Forget - The Best Of». ultratop.be. Consultado el 28 de septiembre de 2020.
30. ↑  «Marilyn Manson - Lest We Forget - The Best Of». ultratop.be. Consultado el 28 de septiembre de 2020.
31. ↑  «Ελληνικό Chart». web.archive.org. 29 de octubre de 2004. Archivado desde el original el 10 de marzo de 2007. Consultado el 28 de septiembre de 2020.
32. ↑  «italiancharts.com - Marilyn Manson - Lest We Forget - The Best Of». italiancharts.com. Consultado el 28 de septiembre de 2020.
33. ↑  «norwegiancharts.com - Marilyn Manson - Lest We Forget - The Best Of». norwegiancharts.com. Consultado el 28 de septiembre de 2020.
34. ↑  «portuguesecharts.com - Marilyn Manson - Lest We Forget - The Best Of». portuguesecharts.com. Consultado el 28 de septiembre de 2020.
35. ↑  «Official Scottish Albums Chart Top 100 | Official Charts Company». www.officialcharts.com (en inglés). Consultado el 28 de septiembre de 2020.

## Posición de listas
| Listas 2004                     |    |
| ------------------------------- | -- |
| Billboard 200                   | 9  |
| UK Albums Chart (OCC)           | 4  |
| Mexican Albums Chart (AMPROFON) | 17 |
| New Zealadan Albums Chart       | 12 |
| Japanese Albums (Oricon)        | 15 |